# Caught in a Cabaret
Caught in a Cabaret és un curtmetratge estatunidenc de 1914, amb la direcció i actuació de Mabel Normand i de Charles Chaplin.

## Repartiment
- Charles Chaplin: Cambrer
- Mabel Normand: La jove rica
- Harry McCoy: El rival
- Chester Conklin: Cambrer
- Edgar Kennedy: Propietari del cafè
- Minta Durfee: Ballarina
- Phyllis Allen: Ballarina
- Josef Swickard: Pare
- Alice Davenport: Mare
- Gordon Griffith: Noi
- Alice Howell: Convidada a la festa
- Hank Mann: Amo del cabaret
- Wallace MacDonald: Convidat a la festa
- Mack Swain: Un brut

## Crítica
Mabel Normand, que ja havia escrit i dirigit comèdies, codirigeix i coprotagonitza amb Chaplin, un nouvingut al cinema, aquesta pel·lícula ben acollida per la premsa. És destacable l'escena en la qual Charlotamb les cames creuades recolza el seu barret sobre la seva sabata per ocultar el forat a la sola que, igual com la resta de la pel·lícula, preanuncia el contrast entre el món dels pobres i el dels rics, el tema de l'impostor, etc. que seran elements freqüents en l'univers de Chaplin.